# Arismendi (Barinas)
Arismendi es una población y a la vez capital del municipio Arismendi del estado Barinas, en Venezuela.